# Sento Llobell
Pour les articles homonymes, voir Sento (homonymie).
Vicent Josep Llobell Bisbal, dit Sento Llobell ou Sento, né à Valence le 8 décembre 1953, est un dessinateur et illustrateur espagnol.

## Biographie
Il se lance dans la bande dessinée, en commençant sa nouvelle carrière dans « Tebeos del Cingle » en 1975.
Dau-Dau Companya, publié par ces derniers en 1977, inclut une double page centrale intitulée «L'Avinguda de l'Oest» (« L'Avenue de l'Ouest »), un « reportage photographique » ou « bande dessinée touristique », dans laquelle Sento exprime sa passion pour les environnements urbains de Valence et reflète la transformation qui était alors en cours dans la ville,.
Diplômé des Beaux-Arts en 1978, il enseigne ensuite l'anatomie à la faculté des Beaux-Arts de Valence.
Après un bref passage dans El Víbora, dont le style ne lui correspond pas, en 1980, Sento commence à publier Barrachina (es) dans la revue Bésame Mucho (es). Il s'agit d'une série ou feuilleton de  bandes dessinées policières au format paysage. La série se caractérise par un dessin stylisé à l'encrage violent, aux lignes dures, aux lignes droites brisées aux tracés larges, avec des personnages stéréotypés du cinéma des années 1950 et des éléments discordants relevant de l'absurde, comme un cerveau dans un bocal en verre en guise de méchant, par exemple. Cette série lui apporte une première notoriété et lui ouvre les portes des autres revues Cairo, Madriz et TBO.
En 1983 il publie Romance, son hommage particulier au quartier d'El Carme. En 1984, Velvet Nights, avec des affiches d'atelier où l'on peut lire « He ido a crompar serraura » (« Je suis allé acheter de la sciure »), des affiches de cinéma avec le visage de Sara Montiel et des stars de la même époque, des enseignes d'établissements, des automobiles gazogènes et des recoins très identifiables sont son hommage à une ville de Valence, à laquelle il donne un ton de modernité.
À partir de la deuxième moitié des années 1980, après la transition démocratique, il participe avec des artistes fallers comme Manolo Martín (ca), d'autres dessinateurs comme Ortifus, des couturiers comme Francis Montesinos (es), des stylistes comme Tono Martín et des écrivains comme Manuel Vicent, au processus de rénovation esthétique des fallas sous l'impulsion du maire socialiste Ricard Pérez Casado.
Ses bandes dessinées et illustrations ont également été publiées dans des médias tels que El Pequeño País, El Temps, El Independiente, El Jueves et Efe Eme.
Il travaille également dans d'autres domaines, dont la publicité et la conception de fallas, comme la grande falla de la place du Pays valencien, (actuelle place de l'hôtel de ville de Valence) en 1986 et 1987 et celle de Na Jordana (quartier d'El Carme) en 2006 et 2011). Il conçoit également la statue géante du parc Gulliver, qui se trouve dans les jardins du Turia à Valence. Il se lance dans l'animation avec La leyenda de la Meloseta en 1991.
En 2013, il remporte la VIe édition du Prix international du roman graphique Fnac-Sins entido pour son œuvre Un médico novato, premier volet d'une trilogie sur la guerre civile espagnole, basée sur les mémoires du Dr Pablo Uriel, beau-père de l'artiste, dont les deux autres éléments sont Atrapado en Belchite (2015) et Vencedor y vencido (2016).

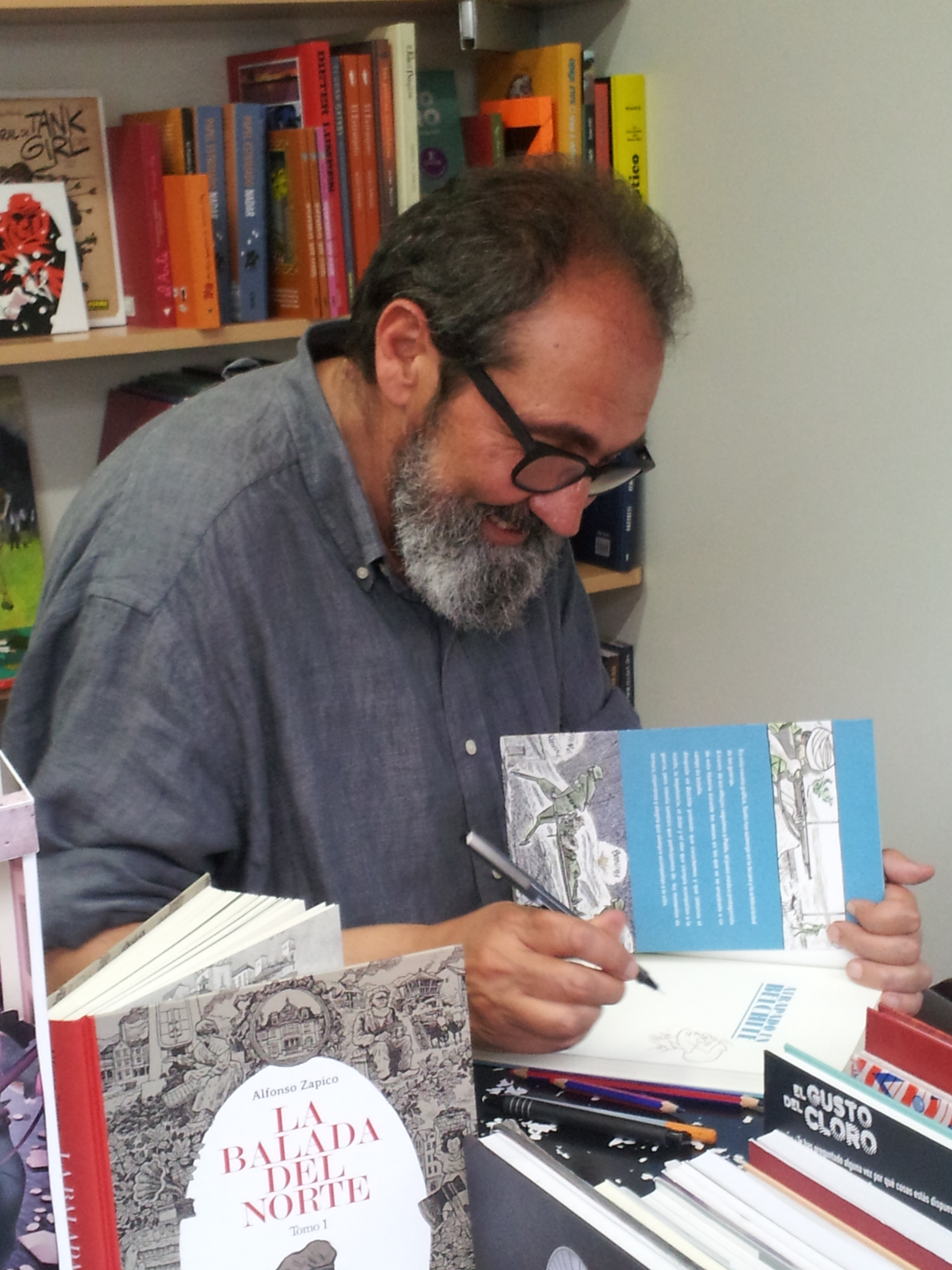
Sento dédicace un exemplaire de Atrapado en Belchite lors de la en 2015.

## Style
La théoricienne Francisca Lladó, dans sa classification des dessinateurs et scénaristes du dénommé boom de la bande dessinée pour adultes en Espagne, le rattache à la Nouvelle école valencienne avec Mique Beltrán, Javier Mariscal, Micharmut et Daniel Torres. Le critique Jesús Cuadrado (es) souligne sa « technique anatomique ».

## Œuvre

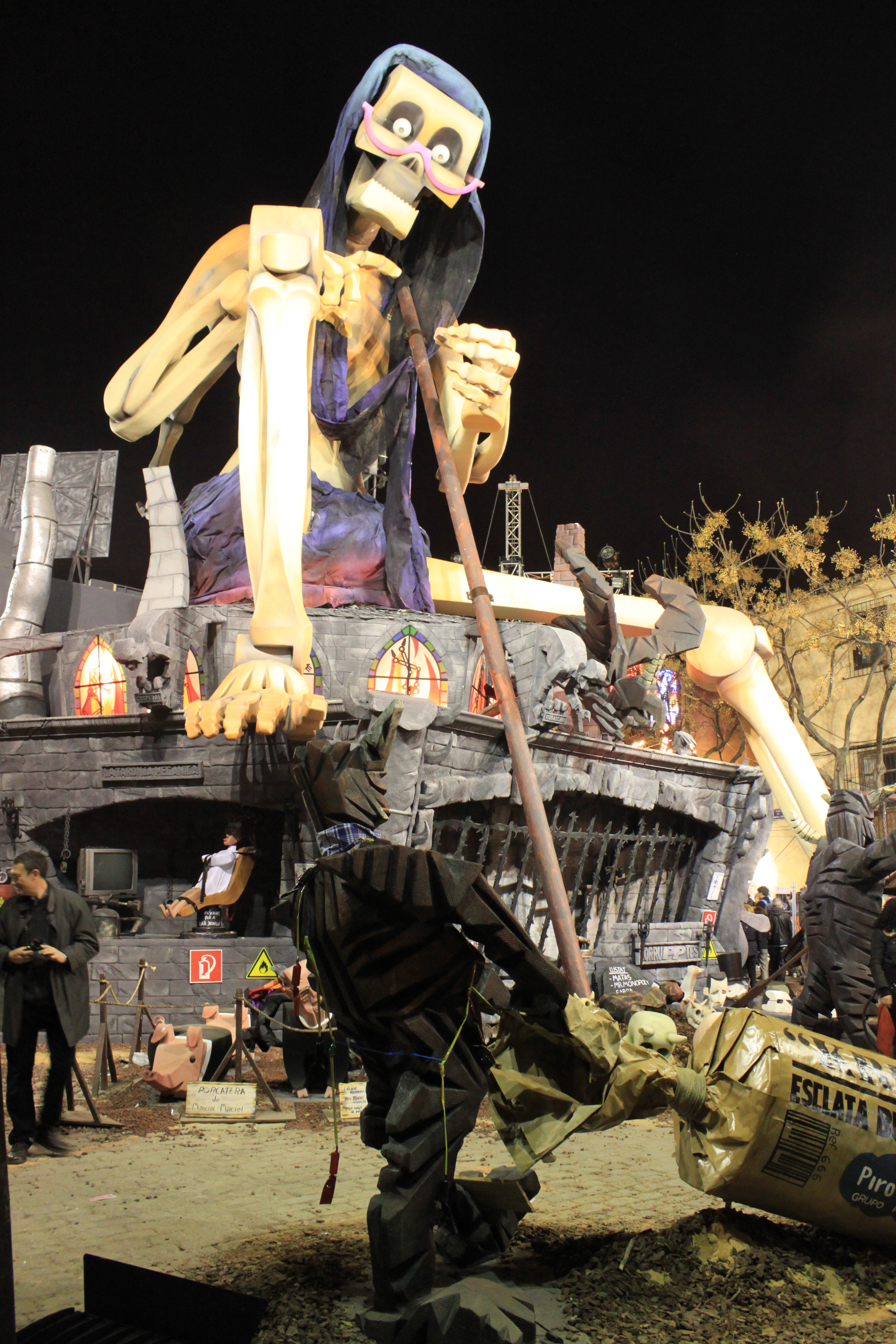
Falla Na Jordana en 2011.

### Dans des revues
- Mundo curioso. « El Víbora », 1979.
- Barrachina. « Bésame mucho », 1980.

### Albums
- Valentín. Ajuntament de València, 1981.
- Romance. Arrebato, 1983.
- Velvet Nights. Norma Editorial, 1985.
- El Laboratori del Dr. Arnau. Generalitat Valenciana, 1989.
- Cazando millonarios. Complot, 1990.
- Noves Aventures d’en Tirant. Generalitat Valenciana, 1991.
- Les Aventures del Cavaller Tirant. 4 vols. 3 i 4 Ed., 1992.
- Historieta del Camp de Morvedre. Caixa d'Estalvis de Sagunt, 1992.
- Tritón (Historia del Puerto Autónomo de Valencia). 1999.
- El cartero audaz. Edicions de Ponent, 2003.
- Un médico novato. Sins Entido, 2013.
- Atrapado en Belchite. 2015.
- Vencedor y vencido. 2016.
- Doctor Uriel. Astiberri, 2017.
- Historietas del Museo del Prado. Museo Nacional del Prado, 2019.
- Días sin escuela. (avec Elena Uriel) Astiberri, 2025.

### Livres illustrés
- Ruinas. Edicions de Ponent, 1995.
- El jardí secret. Fundació Bromera per al Foment de la Lectura, 1997. Alzira.
- Viaje a Bosnia. 2000.
- Però, per què no?. Fundació Bromera per al Foment de la Lectura, 2006.

### Animation
- La leyenda de Meloseta. Madrid, 1991. Court-métrage

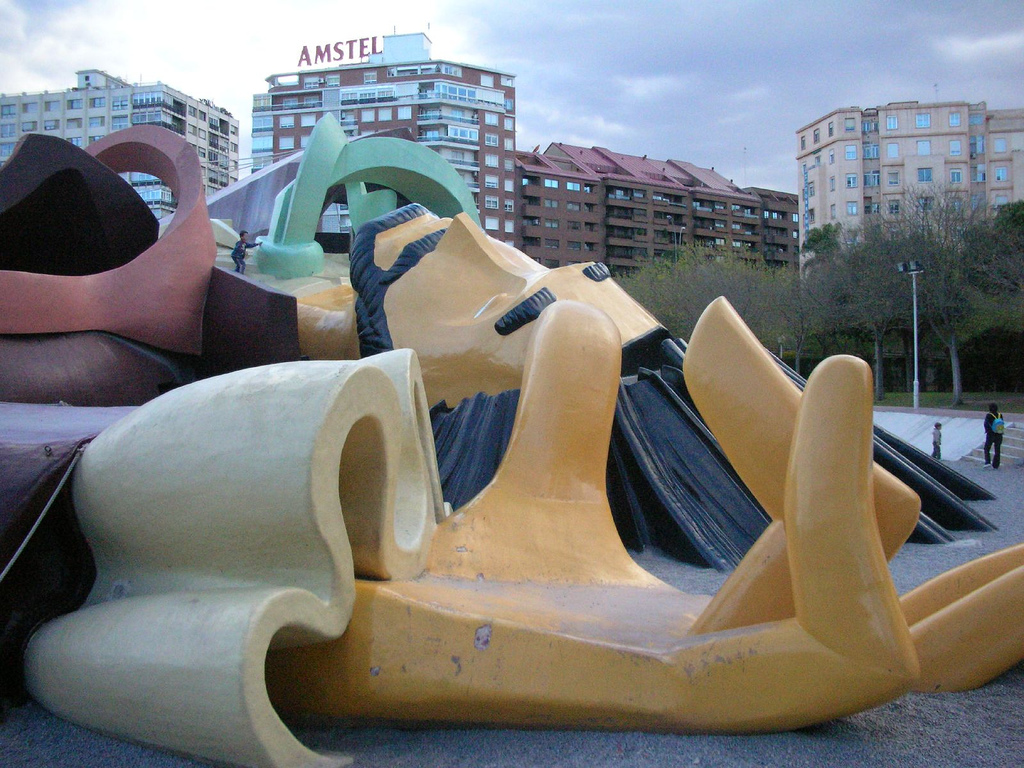
Parc Gulliver.

### Autre
- Una estoreta velleta (falla). "Plaça del País Valencià", 1986.
- Perquè el foc només siga un espill (falla). "Plaça del País Valencià", 1987[12].
- Parque Gulliver (escultura lúdica). Ayuntamiento de Valencia, 1990.
- Carme, t'estime (falla). "Falla Na Jordana", 2006.
- Ens vorem a l'infern (falla). "Falla Na Jordana", 2011.